# 爱德华·阿内特
爱德华·麦科林·阿内特（英語：Edward McCollin Arnett，1922年9月25日—2022年5月11日），美国化学家，杜克大学教授。主要从事物理有机化学研究。

## 生平
1943年、1946年、1949年在宾夕法尼亚大学获得化学学士、硕士、博士学位。1968年获得古根海姆奖学金。1980年进入杜克大学任教。1983年当选美国国家科学院院士。1992年退休。2022年5月11日在北卡罗莱纳州德罕逝世。

## 出版物
- Arnett, Edward; Kent, Allen. . New York: M. Dekker. 1973. ISBN 9780824760458. OCLC 698516.
- Arnett, Edward. . United States: Xlibris Corp. 2012. ISBN 9781469198026. OCLC 794207019.

1. ↑  . National Academy of Sciences.   [2022-10-18]. （原始内容存档于2022-10-18） （英语）.
2. ↑  Notman, Nina. . American Chemical Society. 2022-08-08  [2022-10-18]. （原始内容存档于2022-10-18） （英语）.